# Patience Eboumbou

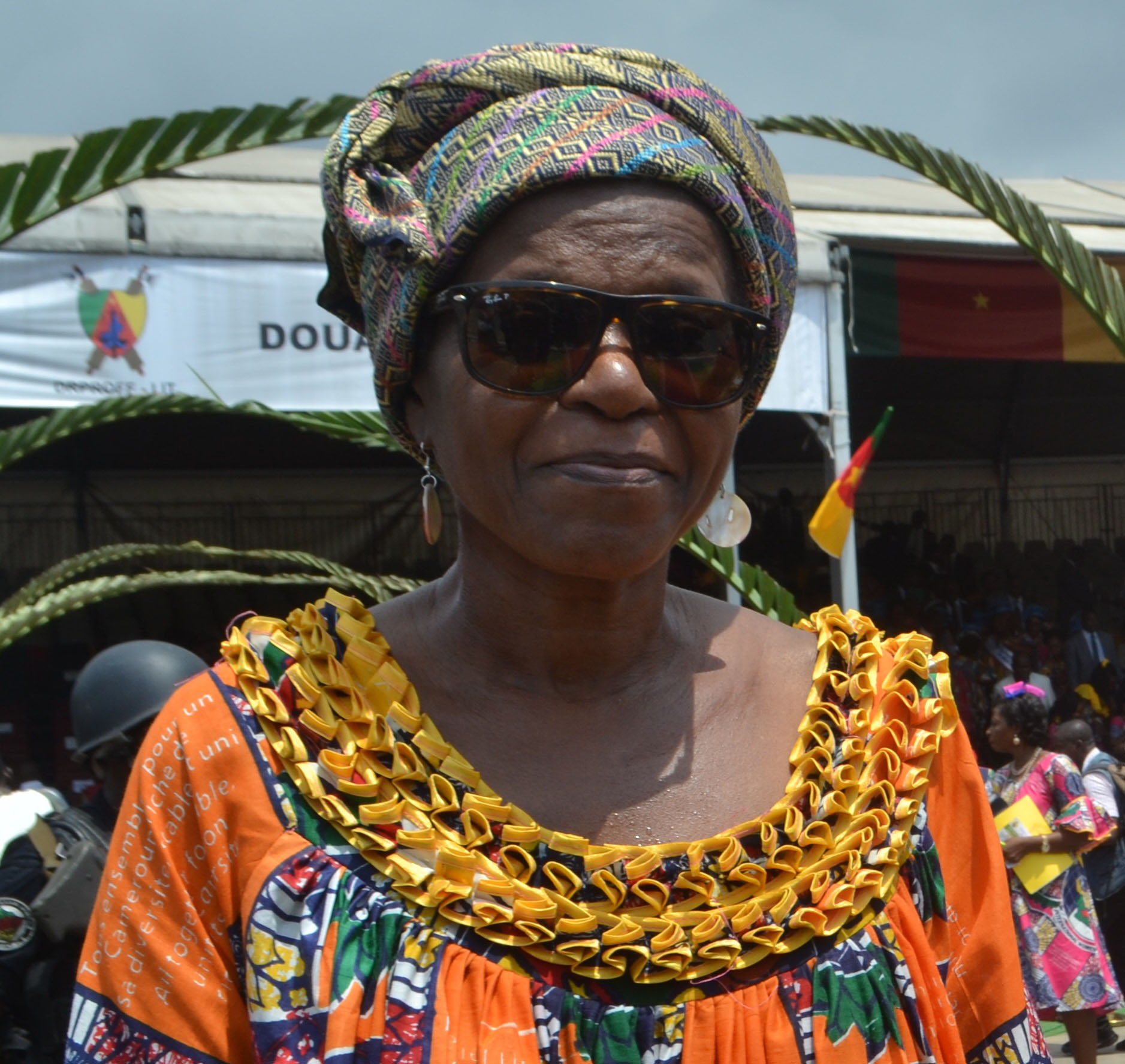
Patience Eboumbou, 2018

Patience Eboumbou (Patience Félicité Minyem Endene, geb. 26. Mai 1950, Bonabéri (Douala); gest. 12. Juni 2025) war eine kamerunische Telekommunikationsingenieurin und Politikerin. Von April 2018 bis 2023 war sie Senatorin im kamerunischen Parlament.

## Leben

### Jugend und Ausbildung
Patience Eboumbou wurde 1950 in Bonaberi geboren. Sie hat einen Abschluss (licence) in Theoretischer Physik und Mathematik von der Universität Yaoundé (1973). Nach diesem Studium ging sie nach Frankreich, wo sie 1975 an der École nationale supérieure des télécommunications de Paris weiterführende Studien betrieb. Sie wurde 1977 Ingenieurin für Telekommunication. Sie war die erste kamerunische Frau mit diesem Abschluss.
2017 war sie Präsidentin der Ingenieurinnen Kameruns (Femmes ingénieures du Cameroun) und Präsidentin des Netzwerks der Frauenverbände von Douala 4 (Réseau des associations féminines de Douala 4e).
Im Januar 2018 war sie Schirmherrin der ersten Förderung des von Groupement inter-patronal du Cameroun (GICAM) initiierten Diversity-Mentoring-Programms, dessen Ziel die Betreuung und Unterstützung junger Mädchen im Bereich der Technologies de l’information et de la communication (Informations- und Kommunikationstechnik, TIC/ITK) ist. Dieses Förderprogramm wurde nach ihr benannt.

### Karriere
1999 wurde Patience Eboumbou zum CEO von CAMTEL Mobile ernannt Acht Monate nach ihrem Amtsantritt wurde das Unternehmen im Jahr 2000 an das südafrikanische Unternehmen Mobile Telephone Networks (MTN) verkauft.

### Politik
Patience Eboumbou gehört zum Rassemblement Démocratique du Peuple Camerounais (CPDM). Sie ist Mitglied des CPDM-Zentralkomitees und der ständigen Delegation der CPDM in Wouri. 2013 wurde sie bei den ersten kamerunischen Senatswahlen zur Ersatzsenatorin gewählt. Bei den Senatswahlen vom 25. März 2018 war sie die nominelle Kandidatin für die Region Littoral. Im April 2018 wurde sie zur Senatorin für Littoral gewählt. Das Amt übte sie bis 2023 aus.
Im Juli 2020 gründete sie eine Krankenversicherung auf Gegenseitigkeit, um den Menschen eine kostengünstigere Gesundheitsversorgung zu ermöglichen. Die Versicherungsgesellschaft auf Gegenseitigkeit trägt den Namen Mutuelle Santé Famille de Douala 4e (MUSAF Douala 4 e).
Sie starb am 12. Juni 2025 an den Folgen eines Verkehrsunfalls vom 7. Mai.

## Auszeichnungen und Preise
Am 6. Oktober 2017 erhielt Patience Eboumbou den prix de l’excellence managériale des Cercle d’éthique et de promotion des journalistes du Cameroun (Kamerunischer Kreis für Ethik und Journalistenförderung, CEPROJ). Im Jahr 2021 wurde sie bei der 5. Ausgabe der Gold Star Awards für ihr Gesamtwerk mit dem sénateur d’exception ausgezeichnet.